# Chans (film)
Chans är en svensk film från 1962 i regi av Gunnar Hellström. I huvudrollen som tonårsflickan Mari Andersson ses Lillevi Bergman.
Filmens förlaga är romanen Chans (1961) av Birgitta Stenberg som även skrev manus till filmen. Musiken komponerades av Torbjörn Iwan Lundquist och Bengt-Arne Wallin, fotograf var Martin Bodin och klippare Wic' Kjellin. Filmen spelades in i Stockholm och Skåne och hade premiär den 27 augusti 1962 på biograferna Spegeln och Focus i Stockholm.
Hellström hade tiden före filmen vistats i USA och där verkat som regissör. Chans var hans första svenska film sedan misslyckandet med 1957 års Synnöve Solbakken.

## Handling
Filmen handlar om 16-åriga Mari Andersson (Lillevi Bergman) som just har släppts ut från en ungdomsvårdsskola. Hon skickas till Skåne för att komma så långt som möjligt från Stockholm, där hon tidigare bodde. Hon vantrivs dock, rymmer och liftar sedan tillbaka till Stockholm. Hon söker upp sin kille Money (Hans Wigren) som dock stöter bort henne. Hon får veta att hon inte längre tillhör deras gäng och hon blir även misshandlad. Hon blir tagen av polis och tillbakaskickad till ungdomsvårdsskolan.

## Om filmen
Filmen har visats i SVT, bland annat i september 2018.

## Rollista
- Lillevi Bergman – Mari Andersson
- Gösta Ekman	– Stefan
- Bertil Anderberg – Natan
- Åke Fridell – onkeln
- Eivor Landström – Maris mor
- Sture Ericson – Maris far
- Åke Lagergren – diktaren
- Hans Wigren – Money
- Torsten Wahlund – Martin
- Jan Tiselius – Maraton
- Ingrid Luterkort – Maratons mor
- Betty Tuvén – övervakaren
- Gudrun Brost – mjölkbutiksägarinnan
- Nils Fritz – direktören
- Ove Tjernberg – Jacki Bananen
- Gunhild Ejebrant – Nibban
- Lennart Astelius – Metall
- Berth Söderlundh – Baronen
- Gunnar Hedberg – langaren
- Kurt Emke	– Karl, långtradarchaufför
- Erik Strandell – Herman, långtradarchaufför
- Kotti Chave – polis
- Marianne Karlbeck	– polis
- Sten Larsson – kriminalare
- Olga Appellöf – vaktfrun
- Emy Storm	– servitrisen
- Inga-Lill Åhström	– anstaltsbiträdet
- Christer Gynge – Jonte
- Lars Henriks – den tuffe
- Lennart Svensson – den rädde
- Per Jonsson – den finnige
- Anita Wall – flicka
- Catja Adolfson – flicka
- Gunnel Sporr – kund i mjölkbutiken
- Signe Enwall – rektorn
- Bengt Virdestam – boxaren
- Sten Mattsson – massören
- Gunnar Collin – chaufför
- Elsa Textorius – grannfrun

## Mottagande
Filmen fick ett blandat mottagande när den kom. Recensenten Nils Beyer kritiserade manuset och menade att Birgitta Stenberg inte var någon dramatiker: "Hon har varit alltför bunden av sin egen roman - och samtidigt är hon inte ett spår dramatiker. Hon kan varken skriva repliker eller bygga upp en spänning i konkreta, levande och övertygande situationer. Vi får en rad illustrationer till boken i stället för en film." Andra recensenter berömde filmens tekniska kvaliteter och Lillevi Bergmans rollprestation.

## DVD
Filmen gavs ut på DVD 2016.